# Bärnbach
Bärnbach é uma cidade da Áustria, situada no distrito de Voitsberg, no estado da Estíria. Tem 31,58 km² de área e sua população em 2019 foi estimada em 5.631 habitantes.